# مهمان (فیلم ۲۰۰۷)
مهمان 
(به تلوگویی: Athidhi) فیلمی محصول سال ۲۰۰۷ و به کارگردانی سورندر ریدی است. در این فیلم بازیگرانی همچون ماهش بابو، آمریتا رایو، اشیش ویدیارتی، کوتا سرینیواسا راو و نثار ایفای نقش کرده‌اند.